# Cách mạng khoa học - kỹ thuật
Cách mạng khoa học - kỹ thuật, còn được gọi là Cách mạng khoa học - kỹ thuật hiện đại, Cách mạng khoa học - kỹ thuật thế kỷ XX, Cách mạng kỹ thuật lần thứ hai, Cách mạng khoa học - kỹ thuật sau Thế chiến thứ hai, Cách mạng thông tin là một khái niệm nói về những phát triển mang tính vượt bậc và bước ngoặt của khoa học và kỹ thuật diễn ra từ giữa thế kỷ 20, hoặc sau khi Thế chiến thứ hai (1939-45) kết thúc. Trên thực tế, "Cách mạng khoa học - kỹ thuật" là một khái niệm mới ra đời trong thế kỷ 20 và nội dung của khái niệm này có nhiều điều chưa được thống nhất trong giới học giả nói chung.

## Lược sử khái niệm
Học giả người Anh J. D. Bernal vào năm 1939 đã giới thiệu khái niệm "Cách mạng khoa học - kỹ thuật" trong tác phẩm "The Social Function of Science" (Chức năng xã hội của khoa học) để mô tả vai trò mới của khoa học - kỹ thuật trong tiến trình phát triển của xã hội. Bernal đã vận dụng thuyết về lực lượng sản xuất của Các Mác để minh chứng rằng khoa học đang trở thành một "lực lượng sản xuất" trong xã hội. Lý luận của Bernal đã được áp dụng trong giới khoa học ở các nước thuộc khối xã hội chủ nghĩa. Tác phẩm Văn minh ở ngã tư đường của học giả người Séc Radovan Richta (1969) trở thành chuẩn mực cho các nghiên cứu về chủ đề này. Tuy nhiên, trong nội bộ giới trí thức Xô Viết cũng có nhiều quan điểm không hoàn toàn giống nhau về khái niệm này.
Daniel Bell vào năm 1980 phản bác lại thuyết này, ông cho rằng xã hội sẽ tiến vào giai đoạn hậu công nghiệp với các ngành dịch vụ sẽ thay thế vai trò chủ đạo của các ngành sản xuất vật chất trong nền kinh tế và điều đó sẽ dẫn đến một xã hội dịch vụ thay cho xã hội theo khuôn mẫu của chủ nghĩa xã hội. Lập luận của Bell được một số nhà khoa học ủng hộ, tỉ như Zbigniew Brzezinski (1976) với tác phẩm "Technetronic Society". Một số định nghĩa về tên gọi Cách mạng thông tin cũng nghĩ rằng cuộc cách mạng bắt đầu từ giữa thế kỷ 20 với sự ra đời của vi mạch và chip, từ đó dẫn tới các thay đổi mang tính cách mạng trong đời sống với sự phát triển vượt bậc của máy vi tính, máy tính, các công nghệ điện tử viễn thông khác và dẫn tới ngành dịch vụ ngày càng trở nên quan trọng hơn so với ngành sản xuất công nông nghiệp, và sản phẩm của những nhân công tay nghề cao chủ yếu là kiến thức và thông tin mà họ mang lại cho xã hội.

## Nội dung của cuộc cách mạng khoa học  lần thứ nhất
Cuộc cách mạng khoa học kỹ thuật thế kỷ XX bắt nguồn từ những nhu cầu càng lúc càng tăng cao của con người trong suốt tiến trình lịch sử trong khi sức lực và khả năng (sinh học) của con người có hạn không thể đáp ứng tất cả các nhu cầu ngày càng tăng, đồng thời tài nguyên thiên nhiên, vật liệu tự nhiên về số lượng và tính chất cũng có giới hạn, không thể đáp ứng những yêu cầu mới nảy sinh trong cuộc sống. Hơn thế nữa, trong cuộc sống hiện đại, các vấn đề về cạn kiệt tài nguyên thiên nhiên, bùng nổ dân số, chiến tranh càng ngày càng cấp bách đòi hỏi những bước phát triển kịp thời của kỹ thuật, công nghệ để khắc phục những khó khăn và đáp ứng các đòi hỏi ngày càng đắt đỏ của nhân loại. Đồng thời, do sống gắn bó chặt chẽ với các hiện tượng tự nhiên (gió, bão, mưa, sấm chớp, lũ lụt, động đất,...) và chịu nhiều ảnh hưởng tích cực lẫn tiêu cực từ chúng, con người buộc phải đẩy mạnh việc nghiên cứu khoa học để hiểu rõ về tự nhiên nhằm khắc phục các tác hại và tận dụng các thuận lợi của tự nhiên cho mình.
Ngoài ra, cuộc cách mạng khoa học - kỹ thuật từ giữa thế kỷ XX cũng đã có nền tảng vững chắc từ những phát triển mang tính bước ngoặt về khoa học từ cuối thế kỷ XIX và đầu thế kỷ XX, như lý thuyết nguyên tử hiện đại, cấu trúc về nguyên tử, thuyết tương đối và các thành tựu nổi bật khác trong vật lý, sinh học, hóa học,... Rất nhiều các phát minh lớn của thế kỷ XX như bán dẫn, tia laser, năng lượng hạt nhân, máy tính điện tử,... đều có liên quan đến những thành tựu khoa học này.
Cũng cần phải kể đến hai sự kiện mang tính bước ngoặt có tác dụng thúc đẩy việc đi sâu vào nghiên cứu khoa học. Thứ nhất, đó là cuộc Chiến tranh thế giới lần thứ hai (1939-45), nó đặt ra yêu cầu phát triển các phương tiện chiến tranh tối tân hơn nhằm nâng cao tính cơ động, xây dựng mạng lưới chỉ huy và thông tin liên lạc hiệu quả (ra đa) cùng những vũ khí có sức sát thương lớn (bom nguyên tử, tên lửa). Và thứ hai, đó là cuộc khủng hoảng dầu mỏ 1973 đã gây ra sự khủng hoảng toàn diện về cả kinh tế lẫn chính trị, đặt ra nhiều vấn đề cần phải giải quyết trong đó có việc đẩy mạnh nghiên cứu khoa học - kỹ thuật theo chiều sâu nhằm giải quyết khủng hoảng và tiếp tục phát triển.
Cuộc cách mạng khoa học - kỹ thuật hiện đại có thể được chia ra làm hai giai đoạn. Giai đoạn thứ nhất bắt đầu từ thập niên 1940 tới giữa thập niên 1970. Giai đoạn thứ hai bắt đầu từ cuộc khủng hoàng dầu mỏ năm 1973 đến nay, với đặc điểm khoa học kỹ thuật phát triển theo chiều sâu thay vì chiều rộng, trọng tâm đặt nhiều về việc phát triển về nghiên cứu các loại công nghệ và cách mạng về công nghiệp được nâng lên hàng đầu.

### Đặc tính
So với cuộc cách mạng công nghiệp, cách mạng khoa học - kỹ thuật hiện đại có nội dung phong phú, đa dạng và rộng lớn hơn rất nhiều. Sự phát triển vượt bậc không những diễn ra trong các ngành khoa học cơ bản (toán học, vật lý, sinh học, hóa học) mà còn thể hiện ở việc phát sinh của nhiều ngành khoa học, kỹ thuật mới như khoa học vũ trụ, điều khiển học; ngoài ra cuộc cách mạng khoa học - kỹ thuật còn đi sâu vào những lĩnh vực mới (thế giới vi mô, các vùng địa lý bí hiểm, bí mật của sự sống...) và hình thành nên ra các kỹ thuật mới, nguyên vật liệu mới, năng lượng mới mà các giai đoạn trước đó chưa từng tiếp cận hay hình dung được.
Một đặc tính khác của cuộc cách mạng khoa học - kỹ thuật hiện đại là vai trò chủ đạo và định hướng của khoa học trong sự phát triển của công nghệ và sức sản xuất. Nhìn lại giai đoạn cách mạng công nghiệp, khoa học không bắt kịp với kỹ thuật, không dẫn tới các tiến bộ kỹ thuật và các phát minh, cải tiến kỹ thuật cũng không bắt nguồn từ các phát kiến khoa học và các nhà phát minh thường là những người lao động thay vì các nhà khoa học. Tuy nhiên, trong cuộc cách mạng khoa học - kỹ thuật hiện đại, khoa học đã đi trước kỹ thuật rất xa, mở đường cho sự phát triển của kỹ thuật, công nghệ, là nguyên nhân, nguồn gốc của các tiến bộ kỹ thuật, thâm nhập sâu sắc vào sự phát triển của sức sản xuất và đã trở thành lực lượng sản xuất trực tiếp. Điều này cũng có nghĩa là thời gian ứng dụng khoa học vào phát triển công nghệ và sản xuất càng ngày càng ngắn: trong khi từ nguyên lý máy ảnh đến chế tạo ra chiếc máy ảnh đầu tiên mất 100 năm, thì quá trình tương tự xảy ra đối với mạch vi điển tử chỉ mất 3 năm và tia la-de chỉ mất 2 năm. Đồng thời, hiệu quả kinh tế của việc đầu tư vào khoa học càng lúc càng lớn và lợi nhuận cao hơn so với nhiều lĩnh vực khác.
Sự phát triển nhanh chóng và mạnh mẽ của khoa học và kỹ thuật như trên đã dẫn tới hiện tượng "bùng nổ thông tin", tức là số lượng thông tin, kiến thức khoa học, tài liệu khoa học và đội ngũ các nhà khoa học đã tăng nhanh một cách đột biến với tốc độ phát triển gấp nhiều lần so với quá khứ. Vốn kiến thức khoa học của nhân loại theo ước tính cứ 7 năm tăng gấp đôi, và số nhà khoa học cứ 10 năm thì lại tăng 2 lần. Một nửa số tài liệu khoa học xuất bản của nhân loại (tính đến cuối thế kỷ XX) được xuất bản trong 15-20 năm cuối cùng của thế kỷ này.

### Thành tựu
Trải qua nửa thế kỉ, cuộc cách mạng khoa học - kỹ thuật đã đạt được những tiến bộ phi thường tạo nên một bước "Đại nhảy vọt". Có thể khái quát bằng những lĩnh vực sau đây:
Một là, trong lĩnh vực khoa học cơ bản đã đạt được những phát minh to lớn trong Toán học, Vật lý, Hóa học và Sinh học. Dựa vào những phát minh to lớn của các ngành khoa học cơ bản, con người đã ứng dụng vào kĩ thuật và sản xuất để phục vụ cuộc sống của mình.
Hai là, những phát minh to lớn về những công cụ sản xuất mới, trong đó có ý nghĩa quan trọng bậc nhất là sự ra đời của máy tính điện tử, máy tự động và hệ thống máy tự động.
Ba là, trong tình trạng các nguồn năng lượng thiên nhiên đang ngày càng cạn kiệt, con người đã tìm ra được những nguồn năng lượng mới như năng lượng nguyên tử, năng lượng nhiệt hạch, năng lượng sinh học, năng lượng gió, năng lượng mặt trời,... trong đó năng lượng nguyên tử ngày càng được phổ biến và được sử dụng rộng rãi.
Bốn là, sáng chế ra những vật liệu mới trong tình hình các vật liệu tự nhiên đang cạn dần trong thiên nhiên. Chất polymer đang giữ vị trí quan trọng hàng đầu trong đời sống hàng ngày của con người cũng như trong các ngành công nghiệp.
Năm là, cuộc cách mạng xanh trong nông nghiệp đã giải quyết được rất nhiều vấn nạn về lương thực, đói ăn kéo dài từ bao đời nay.
Sáu là, những tiến bộ thần kì trong lĩnh vực giao thông vận tải và thông tin liên lạc với những loại máy bay siêu âm khổng lồ, những tảu hỏa tốc độ cao,...và những phương tiện thông tin liên lạc, phát sóng vô tuyến hết sức hiện đại qua hệ thống vệ tinh nhân tạo (Hệ thống Định vị toàn cầu GPS)

### Ảnh hưởng
Là một bộ phận không thể tách rời khỏi sự phát triển của xã hội và con người, cuộc cách mạng khoa học - kỹ thuật hiện đại đã đem lại sự thay đổi to lớn mang tính bước ngoặt trong sự phát triển của xã hội. Sự phát triển mạnh mẽ về khoa học kỹ thuật đã tạo ra những bước nhảy vọt chưa từng thấy trong quá trình phát triển của lực lượng sản xuất và năng suất lao động, làm xuất hiện nhiều ngành sản xuất mới có liên quan đến sự tiến triển của khoa học và công nghệ (công nghiệp tên lửa, điện tử, vi sinh...) và thay đổi hoàn toàn cơ cấu các ngành kinh tế ở nhiều khu vực. Trong khi cách mạng công nghiệp chứng kiến nền sản xuất từ thủ công chuyển sang cơ khí hóa, cách mạng khoa học - kỹ thuật cho thấy sự tự động hóa cao độ của nền sản xuất dựa trên việc điện tử hóa và ứng dụng các thành tựu mới nhất của công nghệ vào sản xuất. Ngoài ra, tất cả những thay đổi to lớn trong công nghệ và sản xuất đã tạo ra những thiết bị sinh hoạt, hàng tiêu dùng mới làm thay đổi hoàn toàn lối sống của con người trong xã hội.
Bên cạnh những tác động tích cực mà  cuộc cách mạng khoa học đem lại thì nó cũng đặt ra những thách thức không nhỏ đối với loài người như tình trạng ô nhiễm môi trường, hiện tượng trái đất nóng dần lên, những tai nạn giao thông, tai nạn lao động, các loại bệnh dịch mới, nhất là chế tạo nhiều vũ khí hiện đại có thể hủy diệt nhiều lần sự sống trên hành tinh...